# 河野洋一郎
河野 洋一郎（こうの よういちろう、1960年4月30日 - 2021年4月24日）は、日本の俳優。身長168cm、体重58kg。血液型は、O型。京都府出身。大阪芸術大学芸術学部卒業。

## 来歴
以前はイイジマルームに所属した。2019年契約満了でフリーとなっていた。
2021年4月24日、肝硬変のため死去。60歳没。

## 出演

### テレビドラマ

#### NHK
- 連続テレビ小説 すずらん（1998年）- 関
- 浪花少年探偵団（2000年） - 戸村清（大樹の父） 役
- 大河ドラマ
  - 武蔵 MUSASHI（2003年） - 佐市 役
  - 八重の桜（2013年） - 吉松速之助 役
- 陽炎の辻〜居眠り磐音 江戸双紙〜（2009年） - 梅村後流 役
- 神谷玄次郎捕物控（2014年） - 村井藤九郎 役
- 立花登青春手控え2（2017年） - 辰五郎 役

#### 日本テレビ
- サイコドクター（2002年）- 浅井サダ子（根岸季衣）の兄・岡崎健一郎
- 赤川次郎原作 毒<ポイズン>（2012年） - 藤尾進
- 花咲舞が黙ってない最終話（2014年6月18日）- 本部営業第二部部長 → 守村川支店営業課長・中河勲
- 火曜サスペンス劇場
  - 「刑事・鬼貫八郎14 表と裏」（2002年7月23日）- 静岡県警浜松中央警察署刑事・佐伯

#### TBS
- コワイ童話「不思議の国のアリス」（1999年） - 緒方 役
- 一攫千金夢家族（2003年） - 黒田記者
- 熱血ニセ家族（2007年） - 住之江康介
- スマイル（2009年）
- オルトロスの犬 第3話（2009年8月7日）
- ハンチョウ〜神南署安積班〜（2010年） - 尾崎啓二
- JIN-仁-（2011年） - 板倉勝静
- 南極大陸（2011年）
- 空飛ぶ広報室（2013年） - 津川隆志
- 確証〜警視庁捜査3課 第4話（2013年5月6日） - 中村純一
- 刑事のまなざし（2013年）
- 半沢直樹（2013年） - 役員
- 月曜ドラマスペシャル
  - 税務調査官・窓際太郎の事件簿第1作「脱税のトリックすべて暴きます 元マルサの男が挑む伊豆不倫連続殺人事件」（1998年）- 静岡県警南伊東警察署刑事・金田
  - 「ホステス探偵危機一髪1」（1999年） - 中原健作
  - 「検視官江夏冬子4」（1999年） - 城戸浩市
- 月曜ミステリー劇場
  - 「陰の季節4」（2002年） - 水谷正人
  - 「棟居刑事シリーズ4」（2004年） - 落合刑事
- 月曜ゴールデン
  - 「警視庁鑑識課〜南原幹司の鑑定〜」（2011年 - ）- 山下和徳
  - 「十津川警部シリーズ」（渡瀬恒彦版）
  - 46「特急『草津』殺人迷路」（2012年1月9日）- 東京地方裁判所裁判官 判事・東山勲
  - 50「消えたタンカー」（2013年9月9日）- タンカー設計技師・多田野
  - 「守護神・ボディーガード 進藤輝3」（2014年）- 若林雄介

#### フジテレビ
- HERO (テレビドラマ)（2001年） - 坂本浩司
- 母の告白（2002年） - 江幡課長
- 僕と彼女と彼女の生きる道（2002年） - ハローワークの職員
- シバトラ（2008年） - 八木由梨亜の父
- CHANGE（2008年） - 高柳代議士
- まっすぐな男（2010年） - 中島総務部長
- 神戸新聞の7日間（2010年） - 浮田啓一
- 明日の光をつかめ（2010年） - 新田利晴
- 絶対零度〜未解決事件特命捜査〜（2011年）
- リーガル・ハイ（2012年） - 江藤秘書
- 新・ミナミの帝王（2013年、関西テレビ） - 山県
- モメる門には福きたる（2013年） - 小林正道 役
- Chef〜三ツ星の給食〜（2016年） - 栗山智明 役
- 警視庁いきもの係（2017年） - 藤原慶二郎 役
- 直撃!シンソウ坂上SP「元号をとれ！」（2019年） - 首相秘書官 秋山和彦
- ストロベリーナイト・サーガ（2019年） - 姫川忠幸 役
- 金曜エンタテイメント
  - 「サラリーマン刑事2」（1999年）
  - 「京都祇園芸妓シリーズ8」（2001年） - 杉原雅彦 役
  - 「京都女優シリーズ7」（2004年） - 佐山春夫 役
- 金曜プレステージ
  - 「女医・倉石祥子2」（2013年） - 山内尚三 役
- 世にも奇妙な物語
  - 「13番目の客」（2001年） - 小野義巳 役

#### テレビ朝日
- 科捜研の女
  - （1999年） - 達川富雄 役
  - （2005年） - 織部崖清 役
- おみやさん 第3シリーズ（2004年） - 小沼明彦 役
- さくら署の女たち（2007年） - 伊丹誠一郎 役
- ロト6で3億2千万円当てた男の悲劇（2008年）
- 警視庁捜査一課9係（2008年） - 高村正剛 役
- 相棒（2009年） - 橘義郎 役
- DOCTORS〜最強の名医〜（2013年） - 能勢裕之 役
- オリンピックの身代金〜1964年・夏〜（2013年）
- TEAM -警視庁特別犯罪捜査本部-（2014年） - 小野田佑馬 役
- スペシャリスト（2016年） - ホームレス・キイちゃん 役
- 緊急取調室（2017年） - 上島和義 役
- ドクターY〜外科医・加地秀樹〜（2018年） - 掛川正文 役
- 刑事ゼロ（2019年） - 平木小次郎 役
- 土曜ワイド劇場
  - 「覗く女 実況中継された連続殺人!」（2002年） - 奥野建男 役
  - 「車椅子の弁護士・水島威10」（2004年） - 平林倫太郎 役
  - 「検事・朝日奈耀子5」（2006年） - 筒井健一 役
  - 「東京駅お忘れ物預り所4」（2010年） - 真鍋光雄 役
  - 「西村京太郎トラベルミステリー62」（2014年） - 大橋佳彦 役
- 日曜ワイド 「白い刑事」（2017年） - 裁判長

#### テレビ東京
- 徳川風雲録 八代将軍吉宗（2008年） - 徳川頼職 役
- 秘書のカガミ（2008年） - 目黒徹 役
- ヘッドハンター (テレビドラマ)（2018年） - 黒澤健司 役
- 女と愛とミステリー
  - 「てのひらの闇」（2001年）
  - 「特捜刑事・遠山怜子1」（2003年） - 柳沢光男 役
  - 「多摩南署たたき上げ刑事・近松丙吉4」（2004年） - 飯岡管理官 役
- 水曜ミステリー9
  - 「みちのく麺食い記者 宮沢賢一郎2」（2013年） - 木之下孝則 役
  - 「監察医・篠宮葉月 死体は語る14」（2014年） - 野島孝雄 役
- さすらい温泉♨遠藤憲一 第六湯（2019年2月20日） - 関根 役

#### WOWOW
- トクソウ（2014年） - 井口久 役
- パレートの誤算（2020年） - 徳田眞 役

### 映画
- ガラスの脳（2000年）
- シン・ゴジラ（2016年） - 恩地警視総監[3]
- 罪の声（2020年）※遺作

### 舞台
- 南河内万歳一座
  - 「仮面軍団」
  - 「ジャングル」
  - 「似世物小屋」
  - 「びっくり仰天街」
  - 「ラブレター」
- KARA COMPLEX「調教師」
- こまつ座「紙屋町さくらホテル」
- THEガジラ「かげろふ人」
- ちからわざ「ムコウカタ」
- 月の輝く夜に
- URASUJI・3 寵愛 −大陸編−
- かいぶつのこども
- かざかみパンチ
- 紙屋町さくらホテル（2003年 - 2007年） - 針生武夫
- 男水!（2017年） - 磯村邦夫